# Ken Levine (personalidad de TV)
Este artículo trata sobre la personalidad de cine y televisión; para el diseñador de videojuegos, véase Ken Levine.
Ken Levine (14 de febrero de 1950) es un escritor, director y productor de televisión y cine. Ha trabajado en distintos programas de televisión, tales como M*A*S*H, Cheers, Frasier, Los Simpson,
Wings, Everybody Loves Raymond, Becker y Dharma & Greg. Junto con David Isaacs creó la serie Almost Perfect y escribió el guion de dos capítulos de Los Simpson: Dancin' Homer (segunda temporada) y Saturdays of Thunder (tercera temporada).